# Jadwiga Wajs

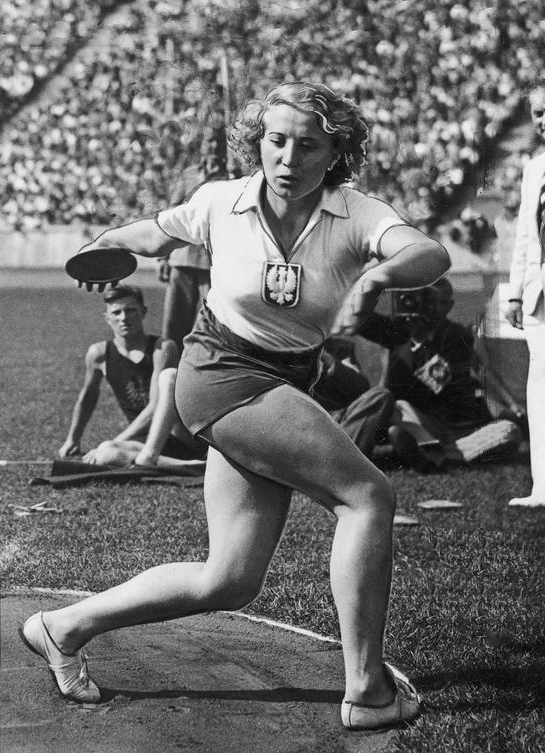
Jadwiga Wajs (1937)

Jadwiga Wajs-Marcinkiewicz (* 30. Januar 1912; † 1. Februar 1990) war eine polnische Leichtathletin. 
In ihrer Paradedisziplin Diskuswurf hielt sie von 1932 bis 1935 fast durchgängig den Weltrekord. Ihre größte Weltrekord-Weite waren 44,60 Meter. Allerdings waren alle ihre Weltrekorde inoffiziell.

## Erfolge im Diskuswurf
- Olympische Spiele 1932 3. mit 38,74
- 4. Frauen-Weltspiele (London) Weltrekord mit 143 ft. 8¼ Zoll
- Olympische Spiele 1936 2. mit 46,22
- Europameisterschaft 1946 3. mit 39,37
- Olympische Spiele 1948 4. mit 39,30

Bei der Europameisterschaft 1946 belegte sie außerdem mit 11,65 Platz 4 im Kugelstoßen.